# Verisimilitude
Verisimilitude ist ein Musikalbum von Tyshawn Sorey. Die am 15. September 2016 im Studio Oktaven Audio, Mount Vernon, New York, entstandenen Aufnahmen erschienen im Juli 2017 auf Pi Recordings.

## Hintergrund
Verisimilitude ist das sechste Album des Schlagzeugers und Pianisten Tyshawn Sorey, nach That/Not (Firehouse 12, 2007), Koan (482 Music, 2009), Oblique - I (Pi Recordings, 2011), Alloy (Pi, 2014) und The Inner Spectrum of Variables (Pi, 2016). Die Musik ist streng und oft düster, notierte Martin Johnson. In der Pressemitteilung zu Verisimilitude nennt Sorey die klassischen Komponisten Claude Debussy, Morton Feldman und Iannis Xenakis als seine wichtigsten Einflüsse. In Podcasts sprach er auch von Elvin Jones’ Arbeit im John Coltrane Quartet als Inspiration. Verisimilitude knüpft nach Ansicht von Johnson am direktesten an Klassiker des Creative Jazz an, wie Roscoe Mitchells Sound, Muhal Richard Abrams’ Levels and Degrees of Light und des Art Ensemble of Chicago mit People in Sorrow.

## Titelliste
- Tyshawn Sorey: Verisimilitude (Pi Recordings PI70)[2]

1. Cascade in Slow Motion 4:26
2. Flowers for Prashant 10:43
3. Obsidian 18:05
4. Algid November 30:49
5. Verisimilitude Contemplating Tranquility 14:54

Die Kompositionen stammen von Tyshawn Sorey.

## Rezeption
Mit Titeln wie Cascade in Slow Motion, Obsidian und Algid November deute Sorey in seinen Kompositionen deutlich auf natürliche, elementare Kräfte hin, die selbst in den Abschnitten, die von Offenheit und Raum geprägt sind, einen „Eindruck unnachgiebiger Unermesslichkeit“ vermitteln, schrieb Troy Dostert in All About Jazz. Abgesehen von der relativ kurzen Cascade seien die Stücke weitläufig und ausladend; die längsten, Obsidian und Algid November, dauerten über 18 bzw. 30 Minuten und entfalteten sich allmählich durch winzige und zugleich grandiose Gesten. Da Sorey in seinen Stücken oft versucht habe, die Grenzen zwischen komponierten und improvisierten Abschnitten zu verwischen, sei es hier sehr schwierig, diese Abgrenzungen zu ziehen, und so bleibe letztlich die Frage offen, wie viel von der Musik so gespielt wurde, wie sie auf dem Papier stand, und wie viel im Moment geformt wurde. 
Trotz der düsteren Strenge der Musik gebe es auch Momente überraschender Wärme. Die Moll-Kälte von Cascade weiche am Ende einer wunderschönen Dur-Auflösung; und die wiederkehrende lyrische Klavierfigur, die Algid November durchzieht, würde die düstere Stimmung des Stücks ein wenig aufhellen. Dies sei anspruchsvolle, ja geradezu einschüchternde Musik, und sie ist sicherlich nichts für gelegentliches Zuhören. Wer sich jedoch darauf einlässt, wird von der Komplexität und Brillanz von Soreys Vision reichlich belohnt.
Der Schlagzeuger Tyshawn Sorey würde aktuell zu den Innovatoren gehören, die Ensembles ein breiteres rhythmisches Spektrum eröffnen und teilweise neue, subtile Hybride aus Jazz und anderen Stilen schaffen, urteilte Martin Johnson im Wall Street Journal. Die Arbeit Soreys, der neben seiner virtuosen Klavier- und Posaune auch ein gefeierter Komponist sei, passe genau in diesen Trend. Verisimilitude sei seine dritte bedeutende Veröffentlichung seit 2014 und festige seine Rolle als Brückenbauer zwischen Jazz und Klassik.
Niemand solle glauben, dass Tyshawn Soreys Einsatz eines Piano-Bass-Schlagzeug-Trios auf Verisimilitude, das eines seiner stärksten Alben sei, es den Konventionen des Jazz oder irgendetwas anderem näher bringe, meinte Michael J. West in JazzTimes. Sorey bleibe so entschieden einzigartig wie eh und je und spiele eine ruhige Musik, die sich allmählich entwickelt und mindestens ebenso viel von moderner klassischer Musik wie von Avantgarde-Jazz und kreativer Musik bezieht. Diesmal würde dafür lediglich eine vertrautere Instrumentierung verwendet. Ungeachtet dessen klinge Soreys Genie so frisch und aufschlussreich wie eh und je. Das Pulitzer-Preis-Komitee, das in den letzten zehn Jahren sowohl Ornette Coleman als auch Henry Threadgill geehrt hat, sollte sich Verisimilitude einmal genauer anhören. [Was es indirekt tat, indem Sorey den Preis 2024 für Adagio (for Wadada Leo Smith) erhielt.]
Als Komponist sei Sorey nicht weniger mutig denn als Schlagzeuger. Doch sein Abenteuergeist habe auf seinen jüngsten Alben für das Label Pi (The Inner Spectrum of Variables von 2016 und Alloy von 2014) ein anderes Profil angenommen, schrieb Seth Colter Walls in Pitchfork Media. Verisimilitude ist der Nachfolger von Alloy in gleicher Besetzung. Obwohl es auf eine einzelne CD passe, besitze es einen epischen Umfang, der sich an die weitreichende Atmosphäre von The Inner Spectrum of Variables anlehne. Und obwohl es seinen trägen Stil nie verliert, zeige der kurze Eröffnungstrack Cascade in Slow Motion, wie Sorey sein kompositorisches Material unter Druck setzen kann. Zunächst greift Smythes Klavier die skalare Melodie auf, während Sorey leise begleitet. Allmählich bringt der Schlagzeuger etwas mehr Tumult in die Textur des Ensembles. Dennoch ist es die sanfteste Art von Volldampf, die man sich vorstellen kann. Während seine Arbeit in anderen Bands oft eine unbändige Manie suggeriert, scheint das Ziel hier zartes Chaos zu sein. Dass die ganze Vielfalt hier durch die Arbeit dreier Musiker entstehe, sei ein Wunder. Es sei fast beängstigend, sich vorzustellen, was Sorey mit einem vollen Orchester zuwege bringen könnte. Der richtige Impresario für experimentelle Musik sollte ihm die Chance geben.